# مرغ حق
مُرغ حق‌ها (نام علمی: Otus) یا هوگویک یا چوک سرده‌ای از پرندگان خانواده جغدان راستین است.
این سرده ۴۵ گونه زنده دارد. نام‌های دیگر این پرنده، شب‌آهنگ. مرغ شباهنگ. شب‌آویز، دشت‌ماله، بیل‌باقلی، چوک، هوگویک. چوکک، مرغ حقگو و مرغ حقگوی است.
مرغِ حق یکی از کوچک‌ترین انواع جغد است، اندازه‌اش ۱۹سانتی‌متر است و بر روی شاخه‌های درختان زندگی می‌کند. این پرنده بیشتر در درخت‌های نزدیک به مناطق مسکونی، باغ‌ها و باغچه‌ها و همچنین در ساختمان‌های قدیمی دیده می‌شود و پرنده منزوی و گوشه‌گیری است.
همان‌گونه که در جغدها معمول است، مادهٔ مرغ حق نیز جثه بزرگ‌تری از نر آن دارد. همهٔ گونه‌های مرغ حق کوچک‌جثه و چابک هستند.
مرغ حق در شب برای شکار و تغذیه از لانه‌اش خارج می‌شود. جثه‌اش کمی از کبوتر بزرگتر است و سر گردی دارد و پرهای خاکستری سیر متمایل به صورتی دارد و زیر شکمش زردرنگ است. این پرنده برخلاف شهرتی که دارد پرنده بسیار مفیدی است زیرا از جانوران کوچک و موذی و برخی حشرات زیان‌آور تغذیه می‌کند.
مرغ حق معمولاً تمام شب را بی‌حرکت و ساکت روی شاخه‌ها می‌نشیند و هر از گاهی با صدایی لرزان، سکوت شب را می‌شکند. صدای این پرنده طوری است که بعضی از مردم فکر می‌کنند «حق، حق» می‌گوید.
مرغ حق قدرت شنوایی بسیار نیرومندی دارد و صدای طعمه را در هر مکانی که نشسته تشخیص می‌دهد. فصل تولید مثل آنان از اواخر زمستان آغاز می‌شود. در طی دوره‌ای که ماده روی تخم‌ها خوابیده است، نر غذای او را تأمین می‌کند. هر پرندهٔ ماده، حدود ۳ تا ۶ تخم می‌گذارد.

## گونه‌ها
- مرغ حق بزرگ، Otus gurneyi
- مرغ حق سینه‌سفید، Otus sagittatus
- مرغ حق آندامان، Otus balli[نیازمند بازبینی منبع]
- مرغ حق سرخ‌گون، Otus rufescens
  - Sulu reddish scops owl, Otus rufescens burbidgei – doubtfully distinct, انقراض (mid-20th century)
- مرغ حق شنی، Otus icterorhynchus
- مرغ حق سوکوکه، Otus ireneae
- مرغ حق فلورس، Otus alfredi
- مرغ حق کوهی، Otus spilocephalus
- مرغ حق راجه، Otus brookii
- مرغ حق جاوه، Otus angelinae
- مرغ حق منتاوای، Otus mentawi
- مرغ حق طوقی، Otus lettia
- جغد هندی شاعر، Otus bakkamoena
- مرغ حق سوندا، Otus lempiji
- مرغ حق ژاپنی، Otus semitorques
- مرغ حق والاس، Otus silvicola[نیازمند بازبینی منبع]
- مرغ حق پالاوان، Otus fuliginosus
- مرغ حق فیلیپینی، Otus megalotis
- Everett's scops owl, Otus everetti
- Negros scops owl, Otus nigrorum
- Mindanao scops owl, Otus mirus
- Luzon scops owl, Otus longicornis
- Mindoro scops owl, Otus mindorensis
- مرغ حق رنگ‌پریده، Otus brucei
- مرغ حق آفریقایی، Otus senegalensis
- Arabian scops owl. Otus pamelae
- مرغ حق سقطرا. Otus socotranus
- مرغ حق اوراسیایی، Otus scops
- Madeiran scops owl, Otus mauli (extinct, c.15th century)
- São Miguel scops owl, Otus frutuosoi (extinct, c.15th century)
- مرغ حق شرقی، Otus sunia
- مرغ حق ملوکی، Otus magicus
- Rinjani scops owl, Otus jolandae[۱۰] – formerly included in O. magicus
- مرغ حق مانتانانی، Otus mantananensis
- Ryūkyū scops owl, Otus elegans
- Sulawesi scops owl, Otus manadensis
  - Sula scops owl, Otus manadensis sulaensis
  - Siau scops owl, Otus manadensis siaoensis
- Sangihe scops owl, Otus collari
- Biak scops owl, Otus beccarii
- Seychelles scops owl, Otus insularis
- Simeulue scops owl, Otus umbra
- Enggano scops owl, Otus enganensis
- Nicobar scops owl, Otus alius
- Pemba scops owl, Otus pembaensis
- Karthala scops owl, Otus pauliani
- Anjouan scops owl, Otus capnodes
- Moheli scops owl, Otus moheliensis
- Rainforest scops owl, Otus rutilus
- Mayotte scops owl, Otus mayottensis – formerly included in O. rutilus
- Torotoroka scops owl, Otus madagascariensis – formerly included in O. rutilus
- Serendib scops owl, Otus thilohoffmanni[نیازمند بازبینی منبع]
- São Tomé scops owl, Otus hartlaubi
- جغد کاج زرد، Psiloscops flammeolus – provisionally placed here